# کوه کونگو
کوه کونگو (به ژاپنی: 金剛山, Kongō-san)، کوهی است که در استان اوساکا در منطقه کانسای واقع شده است.